# 伊万·佩雷斯
伊万·佩雷斯（西班牙語：Iván Pérez，1971年6月29日—），古巴、西班牙男子水球运动员。他曾代表古巴、西班牙参加1992年、2004年、2008年和2012年夏季奥林匹克运动会水球比赛。他也曾参加2005年地中海运动会。